# ADGB škola trgovačke unije
ADGB škola trgovačke unije (njemački: Bundesschule des Allgemeinen Deutschen Gewerkschaftsbundes (ADGB)) je kompleks obrazovnih i upravnih zgrada izgrađenih za „Njemačko udruženje trgovačke unije” (Allgemeinen Deutschen Gewerkschaftsbundes); djelo arhitekata Hannesa Meyera i Hansa Wittwera, izgrađen od 1928. do 1930. godine u Bernau bei Berlinu kao drugi po veličini projekt Bauhausa poslije škole u Dessau (Bauhaus Dessau).
Kompleks ADGB škole nalazi se na popisu UNESCO-ove svjetske baštine od 2017. godine kao jedno od mjesta Bauhausa. Naime, još od 1996. god., zgrade Bauhausa u Weimaru (Škola umjetničkih zanata Weimar) i Dessau (Bauhaus Dessau) su upisane na UNESCOv popis mjesta svjetske baštine u Europi, što je prošireno 2017. godine tako da uključuje građevine kao što su zgrade s balkonskim prilazom u Dessau i ADGB školu u Bernau.

## Odlike
Zgrade ADGB škole odražavaju ideologije Bauhausa i pragmatični je primjer funkcionalističke arhitekture. Na školi nema nepotrebnih dekoracija, zgrade su odvojene, ali se skladno spajaju u obliku slova „Z” unutar okoliša s jezerom prema kojima su okrenute. Ulazna zgrada podsjeća na ulaz u tvornicu s tri dimnjaka. Odmah iza ulaza su javne zgrade u kvadratičnom planu s kockolikim auditorijem bez prozora. On je bio opremljen najnovijom predavačkom opremom poput prekidača za prigušivanje svjetla i pokretnim kartama i grafovima na sva tri prednja zida. Oko auditorija su bile upravne zgrade na zapadu, te kuhinjom, blagovaonicom, svjetlarnikom i rekreacijskom sobom na jugu i istoku; sve organizirane opuštajuće s olakšanim prilazom. Ostalim prostporijama se prilazilo kroz natrkiven stakleni koridor, naglašen crvenim čelikom. Pet rezidencijalnih krila su nanizana prema jugu s jasnim pogledom na sjever. Niz prati konfiguraciju tla koje pada oko 5 metara. Uvučene ruba stambenih krila tvore niše koje su mogle služiti kao lože i mjesta sastanka za kišnih dana. Svaka stambena jedinica je imala katove točno određenih boja crvenih tonova.

## Povijest
Škola je otvorena 4. svibnja 1930. i primala je oko 120 učenika. No, 2. svibnja 1933. konfiscirali su je nacisti, te je do kraja Drugog svjetskog rata služila kao škola za oficire SS-a, SD-a i Gestapo-a. Poslije rata je služila kao privremena bolnica sovjetske Crvene armije, da bi 1946. god. bila vraćena novoosnovanoj „Slobodnom njemačkom udruženju trgovačke unije” (FDGB). Pred ujedinjenje Njemačke 1991. škola je ukinuta i privremeno je iznajmljivana raznim organizacijama, da bi ju 1996. godine preuzela država Njemačka. Obnovljena je od 2003. do 2007. god. zahvaljujući Berlinskoj komori obrtnika (Handwerkskammer Berlin). Arhitekti tvrtke Brenne Gesellschaft von Architekten su 2008. godine dobili prvu nagradu “World Monuments Fund / Knoll Modernism prize” za obnovu ADGB škole.

## Vanjske poveznice
- Fundacija za očuvanje ADGB škole Bernaua (njem.)

### Ostali projekti
|  | Zajednički poslužitelj ima još gradiva o temi ADGB Schule Bernau |